# Гэддис, Уильям
Уильям Томас Гэддис (англ. William Thomas Gaddis, Jr.; 29 декабря 1922 года, Нью-Йорк — 16 декабря 1998 года, Ист-Хамптон, Нью-Йорк, США) — американский писатель. Первый из его пяти романов — «Распознавания» — вошёл в список 100 лучших романов по версии журнала «Тайм» (за 1923—2005 гг.), а два других получили ежегодную американскую Национальную книжную премию. Все его публикации были переизданы посмертно в 2002 году.
Один из первых и самых значимых американских писателей-постмодернистов. Стилистика его книг отличается сюжетной и языковой сложностью. Так, его книги-лауреаты («J R» и «A Frolic of His Own») представляют собой непрерывный диалог, в котором почти полностью отсутствуют описания или авторские отступления, в результате читателю приходится самому разбираться, кто что говорит (по особенностям речи персонажей). Некоторые читатели считают это недостатком, иные, напротив, — стилистическим подвигом. Его проза отличается обилием цитат и литературных отсылок.

## Признание
- Премия «фонда Макартуров» (1982);
- Американская литературная премия ПЕН/Фолкнер (1986);
- Член Американской академии искусств и литературы (1989);
- The Lannan Literary Award for Lifetime Achievement (1993).